# Merca

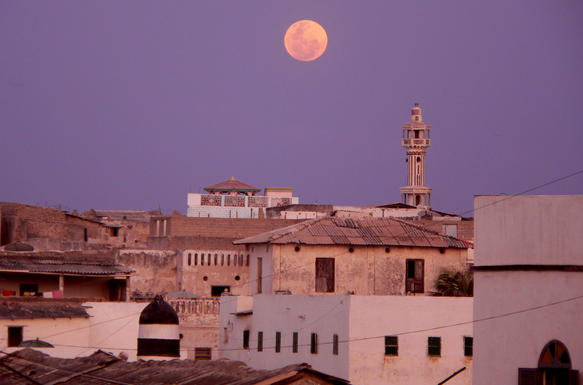
Minarete em Merca.

Merca (em somali Marka) é uma cidade portuária localizada no sul da Somália, no oceano Índico. Merca é a principal cidade da região de Shabeellaha Hoose e está localizada aproximadamente a 70 km a sudoeste da capital Mogadíscio.
A cidade foi estabelecida no século VII pelo clã Bimal. Os primeiros somalis chegaram no século VI e tomaram controle da cidade e do comércio na região. Merca foi usada como base militar pelo xeque Hassan Barsame contra os colonialistas europeus.
No final do século XIX, a cidade tornou-se conhecida como um balneário, embora ela tenha sido bastante destruída durante a guerra civil somali.